# Притулок дикої природи Ґовінд-Пашу-Віхар
Притулок дикої природи Ґовінд-Пашу-Віхар (англ. Govind Pashu Vihar Wildlife Sanctuary, гінді गोविंद पशु विहार) — заказник в Індії, розташований в окрузі Уттаркаші штату Уттаракханд. Головним видом, що зберігається у парку, є сніжний барс. Крім нього, тут водяться гімалайський ведмідь, бурий ведмідь, леопард, сероу, беркут, ягнятник, улар, степовий орел і чорний орел.